# IBM PS/2 N33SX
IBM PS/2 Note N33SX (IBM N33SX, 8533) — ноутбук, випущений компанією IBM 1991 року. Як і сучасні ноутбуки, він мав керування живленням і здатність працювати від батарей. Належав до серії персональних комп'ютерів IBM PS/2, мав модельний номер 8533.

## Історія
Ноутбук IBM 8533 N33 був розроблений компанією IBM Japan для внутрішнього ринку. Після того, як конкуренти з компанії Compaq випустили серію ноутбуків E-Lite 386, IBM повинні були запустити конкуруючий продукт. У той час у IBM Japan було близько десятка різних ноутбуків на ринку.
Модель N33-G13 була "швидким пострілом", отриманим від переробки моделі IBM N23 — клавіатура була переведена в американську/євро розкладку (разом з модифікацією системної плати) і був послаблений процесор Intel 80386SX до 12 МГц, щоб запропонувати недорогу модель початкового рівня, але вона не була прийнята. Краща версія G15 була введена незабаром, мала процесор Intel 80386SX 16 МГц і зовнішній відео-вихід.

## Опис

### Корпус
Корпус N33SX повністю прогумований, за винятком деяких частин. На відміну від N51SX, батарея N33SX не прогумована.
Верхня кришка, тип шарнірів, клавіатура і світлодіодна панель дозволяють виявити, незважаючи на іншу конструкцію, спорідненість з L40SX. Різниця є в дрібницях, таких як тип блокування кришок. Отвори автоматично закриваються після закривання кришки. Також N33SX вже має дизайн в стилях ThinkPad 300 і 700.

### Клавіатура
Набирати текст на цій клавіатурі зручно. Є чіткий звук з кожним натисканням клавіші. Все схоже на настільну клавіатуру, тільки без цифрової частини, але вона доступна як аксесуар для N33SX. Для більшої зручності можна відкрити відкидні задні ніжки на нижній частині корпуса.

### Керування енергоспоживанням
На задній панелі ноутбука є перемикач для увімкнення. Крім того, на панелі світлодіодів знаходиться перемикач режиму очікування, який негайно переводить комп'ютер у режим очікування.

### Акумулятор
Процес зарядження акумулятора досить складний:
- Вставте акумулятор

- Увімкніть комп'ютер на задній панелі (індикатор батареї світиться жовтим)

- Переведіть комп'ютер у режим очікування за допомогою перемикача режиму очікування на світлодіодній смузі (з'явиться зелений індикатор заряджання акумулятора)

- Через приблизно 4 години акумулятор зарядиться, індикатор заряджання акумулятора згасне, а індикатор батареї зміниться з жовтого на зелений.

Неможливо зарядити акумулятор, коли ноутбук вимкнений або працює.

## Характеристики
| Процесор                 | Intel 80386SL @ 12 (N33-G13) або 16 (N33-G15) МГц |
| Пам'ять                  | 2 Мб (розширюється до 6 Мб) |
| Запам'ятовуючий пристрій | Жорсткий диск 40/80 Мб (G13 з ESDI і G15 з IDE) |
| Відеокарта               | Western Digital WD90C20LR |
| Дисплей                  | Монохромний 9.5" або 10.4" 640x480 16 відтінків сірого N33-G13 не мав зовнішнього роз'єму VGA                                                                              |
| Порти                    | - Паралельний порт - Послідовний порт - Додатковий цифровий блок клавіатури - Роз'єм для зовнішнього дисковода для дискет - VGA (N33-G15) (256 кольорів) - Порт розширення |

## Також
- IBM PS/2 CL57SX

- IBM PS/55 Note
- IBM PS/2 L40SX

- Ноутбук